# Estação Ferroviária de Meggen
A estação ferroviária de Meggen (alemão: Bahnhof Meggen) é uma estação localizada no município de Meggen, no cantão suíço de Lucerna. É uma parada intermediária na linha de bitola padrão Lucerna–Immensee das Ferrovias Federais Suíças.